# Anders Chydenius
Anders (Antti) Chydenius, född 26 februari 1729 i Sotkamo i Kajanaland, död 1 februari 1803 i Gamlakarleby i Mellersta Österbotten, var präst, läkare, riksdagsledamot samt nationalekonomisk och politisk skriftställare. Som liberal var han pådrivande för att Sverige fick världens första tryckfrihetsordning år 1766.

## Biografi
Anders Chydenius var son till kaplanen i Sotkamo, senare kyrkoherden i Gamlakarleby Jakob Chydenius och Hedvig Hornæus. Brodern Samuel (1727–1757) var en känd naturforskare och uppfinnare. Efter studier vid Kungliga Akademien i Åbo och Uppsala universitet (där Pehr Kalm var en av hans lärare) blev Chydenius filosofie kandidat i Åbo 1753 och magister 1754. Redan året innan hade han blivit prästvigd och kaplan i Nedervetil, varifrån han 1770 förflyttades till Gamlakarleby som kyrkoherde där han kom att verka fram till sin död.
Släktnamnet Chydenius togs i bruk av Anders Chydenius farfar (också Anders, död 1711) då denne inträdde i skola i Åbo. Namnet syftar på fädernehemmanet Kytyniemi i Nykyrko.
Under sin studietid ägnade han sig åt naturvetenskap. På sitt kaplansboställe inrättade han ett laboratorium för tillredande av läkemedel, skrev recept, genomförde operationer, främst på ögonsjuka, och uppfann ett ögonvatten samt var en ivrig vän av koppympningen. Tillika visade han sig som en nitisk själasörjare och dugande praktisk jordbrukare.
Sin lediga tid använde han till studier i nationalekonomi, främst av Nordencrantz och de franska fysiokraternas skrifter, och intog en stark misstro mot de statliga tvångsåtgärder med vilka man på den tiden trodde sig befordra näringarnas uppblomstring. Han inledde själv snart en karriär som skriftställare och erhöll Kungliga Vetenskapsakademiens silverjetong för avhandlingarna Om bästa sättet att uppodla mosslupna ängar (1763) och Om kärrors förbättring (1764). Däremot stötte han rådande fördomar betydligt för huvudet genom sin 1763 inlämnade tävlingsskrift Vad kan vara orsaken, att sådan myckenhet svenskt folk årligen flytter utur landet? och genom vad författningar det kan bäst förekommas?, där han gav uttryck för åsikten att alla lagar som hämmade arbetets frihet borde avskaffas. Särskilt hade han i sin hembygd lärt sig på nära håll inse skadligheten av stapelmonopolet för Stockholm, Åbo och Gävle, och hans 1765 utgivna skrift: Vederläggning av de skäl, varmed man söker bestrida öster- och vesterbottniska samt vesternorrländska städerne fri seglation, trycktes på Gamlakarleby stads bekostnad. Med synnerlig skärpa och i koncis form angrep han 1765 i Källan til rikets vanmagt 1724 års produktplakat som förbjöd utländska fartyg att frakta andra än sitt eget lands produkter till Sverige. Arbetet framkallade motskrifter och från Chydenius sida genmälen.
Chydenius viktigaste skrift är Den nationnale winsten (1765), som avhandlar ekonomisk liberalism och den sociala effekten. I boken lanserar Chydenius en teoribildning som påminner om Adam Smiths "den osynliga handen", som dock Smith beskrev först 1776 i Nationernas välstånd.
Dessa skrifter hade givit honom en allmän uppmärksamhet, och till 1765–1766 års riksdag valde Österbottens kaplaner honom som sitt ombud. Hans handelsekonomiska åsikter förde honom till mössornas led, där han starkt bidrog till lösningen av frågorna om stapelstadstvånget och bondeseglationen. Mössorna hade under den långa tiden i opposition lärt sig värdera tryckfrihetens nytta och var fast beslutna att få till stånd en sådan, men svårligen skulle 1766 års tryckfrihetsförordning etablerat en så vidsträckt frihet, om det inte vore för Chydenius. Det var han som i stora sekreta deputationens lagutskott, med borgare och bönders hjälp, lyckades genomdriva förslaget till stånden om censurens avskaffande (med undantag för teologiska skrifter) jämte tvenne viktiga grundsatser, som sedermera upptogos av 1809 års män, nämligen offentliga handlingars tillgänglighet och tryckfrihetsordningens egenskap av grundlag. Trots adelns motstånd blev deputationens hemställan riksens ständers beslut.

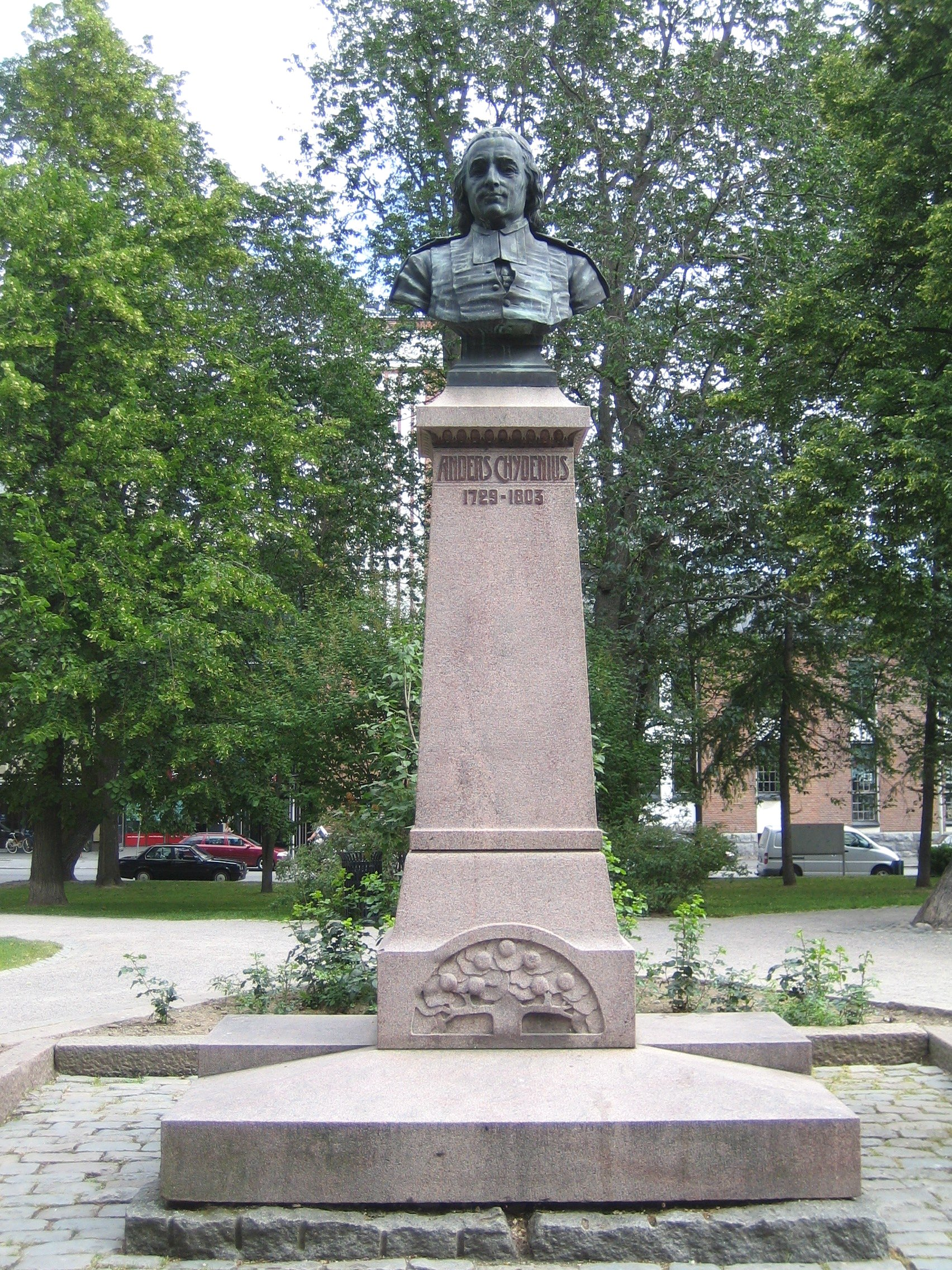
Anders Chydenius monument i Karleby.

Men innan denna förordning vunnit laga kraft fick Chydenius själv erfara att yttrandefriheten inte ännu var tryggad. Han hade nämligen tagit sig för att i en broschyr Rikets hjelp genom en Naturlig Finance-system (1766), belysa de enligt hans åsikt, som erfarenheten sedermera visat vara allt annat än ogrundad, skadliga åtgärder för återförande av bankosedlarnas värde till sitt nominella belopp, som föreslagits av sekreta utskottet. Censorerna gav först tillstånd till tryckningen, men återkallade detta efter en varning av lantmarskalken Thure Gustaf Rudbeck. Chydenius erhöll dock tillstånd av sitt stånd till utgivande av skriften, som väckte ett oerhört uppseende och en lågande förtrytelse hos Mösspartiets spetsar. Sekreta utskottet kallade Chydenius till personligt förhör och, under förevändning att därigenom skydda honom från strängare straff, frånkände honom prästeståndet behörighet att vara riksdagsman för pågående och närmast följande riksdag i juli 1766. Trots detta beslut återvalde Österbottens kaplaner honom som fullmäktig vid 1769 års riksdag, men deras valrätt underkändes och Chydenius fick vända om hem. Vid 1779 års riksdag stod han i främsta ledet bland religionsfrihetens vänner, till vars förmån han ingav ett i varma ordalag avfattat memorial, som, förut genomsett av Gustav III, gav denne anledning till yttrandet: "Nog är jag dock något dristig, men jag hade aldrig vågat, det Chydenius vågade." Memorialet, som godkändes av de tre lekmannastånden, kom att huvudsakligen ligga till grund för Gustav III:s förordning 1781 om utvidgad religionsfrihet. Även vid riksdagen i Gävle 1792 var Chydenius representant för Österbottens kyrkoherdar, men kom för sent fram för att hinna delta i överläggningarna.
Chydenius fortsatte att vara verksam som nationalekonomisk skriftställare genom att 1777 ge svar på Göteborgs Vitterhets- och Vetenskapssamhälles uppställda fråga Huruvida lanthandel för ett rike i gemen är nyttig eller skadlig och i vilken mån den bidrar till industrins upplivande eller avtagande?, vari han kraftigt utlägger lanthandelns nytta. 1778 utgav han Tankar om Husbönders och Tienstehions naturliga rätt, varjämte han i artiklar i Dagligt Allehanda' 1778–1779 uttalade sig för upphävande av de stadganden som band tjänarna vid årstjänst och viss årslön, och han har även författat andra småskrifter.
Chydenius var sedan 1755 gift med Beata Magdalena Mellberg, men makarna fick inga barn. Anders Chydenius Politiska skrifter utgavs först åren 1877–1880 med en historisk inledning av Ernst Gustaf Palmén.

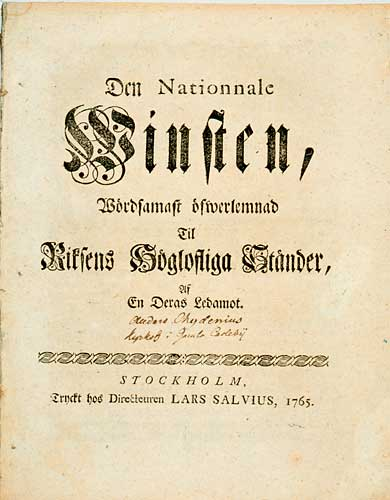
Titelblad till Den Nationnale Winsten från 1765

## Utmärkelser
- Riddare av Nordstjärneorden,  14 juni 1800[3]

[Redigera Wikidata]